# Oumayma Codial
Oumayma Codial, est une joueuse de volley-ball professionnelle née le 5 juillet 1994 à Casablanca, au Maroc. Évoluant au poste de centrale. Elle possède aussi la nationalité italienne. 

## Carrière
Oumayma Codial a commencé sa carrière de volleyeuse à l'âge de 10 ans en Italie en jouant dans les équipes de jeunes de son club local Volley Pool Piave à San Donà di Piave, où elle a rapidement montré son talent pour le sport, en gagnant plusieurs titres et médailles nationale. Elle est notamment élue meilleur centrale d'Italie en catégorie M14 en 2007-2008 et appelée en stage en sélection italienne pre-juniores au cours de la même saison.
À l'âge de 17 ans, elle poursuit ses études de sciences économiques à Mulhouse et signe en parallèle à l'ASPTT Mulhouse. Pour des raisons de non-respect du contrat avec le CREPS, elle quitte Mulhouse pour le club de Nationale 2 de Rixheim. Elle décide de prendre une année sabbatique au niveau sportif pour se concentrer sur ses études avant qu'elle ne soit convoquée pour la première fois en 2015 à l'âge de 20 ans pour représenter l'équipe nationale de son pays natal l'équipe du Maroc féminine de volley-ball, avec qui elle participe au Championnat d'Afrique des Nations au Kenya où elle a contribué à mener l'équipe marocaine à la sixième place du classement.
Elle rejoint en septembre 2016 le Municipal olympique Mougins Volley-ball ou elle gagne la Coupe de France fédérale.
Depuis lors, elle a représenté son pays dans diverses compétitions au volley-ball comme au beach-volley. Au fil des années, elle est devenue une joueuse clé pour l'équipe nationale marocaine grâce à son habileté à jouer à différents postes sur le terrain et à sa capacité à marquer des points cruciaux.
Elle évolue depuis 2018 au Rec Volley à Rennes en Championnat Elite au poste de centrale. 
Elle est sixième du Championnat d'Afrique féminin de volley-ball 2019 et remporte la médaille de bronze des Jeux africains de 2019 avec l'équipe du Maroc féminine de volley-ball.
En septembre 2021 elle participe au Championnat d’Afrique des nations de volley-ball à Kigali au Rwanda avec la sélection marocaine où elle décroche la médaille de bronze.
En plus de sa carrière professionnelle de volleyeuse, Oumayma Codial prépare un BTS en profession immobilière. Elle est également une ambassadrice pour le sport et travaille pour promouvoir le volley-ball dans sa communauté et encourager les jeunes filles à s'engager dans ce sport.
Oumayma Codial est reconnue pour son leadership, son esprit d'équipe et son dévouement pour le volley-ball.